# Matthew Henry

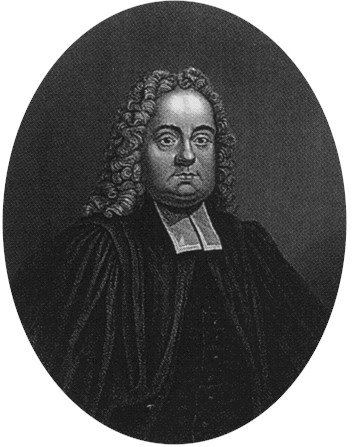
Matthew Henry

Matthew Henry (* 18. Oktober 1662 in Broad Oak, Flintshire; † 22. Juni 1714 in Nantwich, Cheshire) war ein presbyterianischer Pfarrer und Bibelkommentator.

## Leben
Geboren wurde er in Broad Oak, einem Bauerngut an der Grenze zwischen der walisischen Grafschaft Flintshire und der englischen Grafschaft Shropshire. Wenige Wochen zuvor, am 24. August, hatte sein Vater Philip Henry nach der Erneuerung der Uniformitätsakte aus dem Jahr 1559 durch König Karl II. zusammen mit 2.000 weiteren puritanischen Geistlichen seine Pfarrstelle in der englischen Staatskirche verloren. Anders als die meisten seiner Leidensgenossen besaß Philip genügend eigene Mittel, um seinem Sohn eine gute Erziehung ermöglichen zu können. Matthew besuchte zuerst die Schule in Islington, begann dann ein Rechtsstudium in London am Gray’s Inn, wendete sich aber schon bald der Theologie zu und wurde 1687 Pfarrer einer presbyterianischen Gemeinde in Chester. Von dort wechselte er 1712 in eine Gemeinde an der Mare Street im Londoner Stadtteil Hackney. Zwei Jahre später starb er überraschend auf einer Reise von Chester nach London in Nantwich an einem Schlaganfall.

## Der Bibelkommentar
Henrys Hauptwerk ist die Exposition of the Old and New Testaments (1708–1710), ein Kommentar zur ganzen Bibel, der an den Bedürfnissen der praktischen Frömmigkeit orientiert ist. Der Autor kommentierte selber das ganze Alte Testament sowie das Neue Testament bis zur Apostelgeschichte. Nach seinem Tod wurde das Werk dann durch eine Reihe von Theologen fortgesetzt und im Jahre 1811 durch George Burder und John Hughes erstmals vollständig herausgegeben.

## Weitere Werke
- Life of Mr Philip Henry
- The Communicant’s Companion
- Directions for Daily Communion with God
- A Method for Prayer
- A Scriptural Catechism